# Landschaftsschutzgebiet Ortsrandlagen zwischen Altenhellefeld und Linnepe

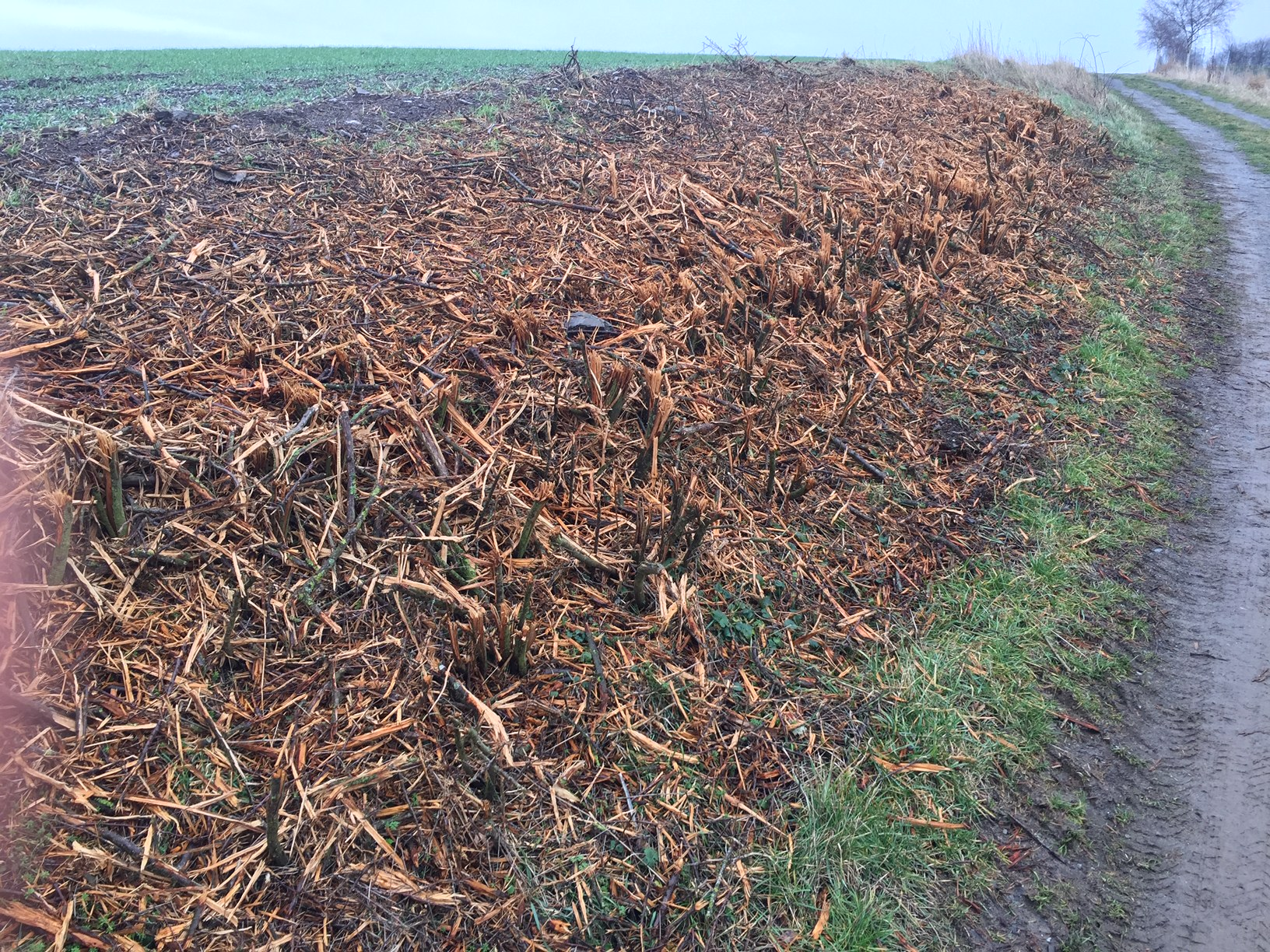
Heckenzerstörung im Landschaftsschutzgebiet Ortsrandlagen zwischen Altenhellefeld und Linnepe

Das Landschaftsschutzgebiet Ortsrandlagen zwischen Altenhellefeld und Linnepe mit 97,3 ha Flächengröße liegt im Stadtgebiet von Sundern im Hochsauerlandkreis. Es wurde 2019 bei der Neuaufstellung des Landschaftsplans Sundern durch den Kreistag des Hochsauerlandkreises als Landschaftsschutzgebiet (LSG) vom Typ B – Ortsrandlagen, Landschaftscharakter ausgewiesen. Vorher war die Fläche ab 1993 Teil des Landschaftsschutzgebiets Sundern gewesen. Das LSG grenzt teilweise direkt an die Bebauung der Dörfer Altenhellefeld und Linnepe.

## Beschreibung
Das LSG umfasst landwirtschaftliche Offenlandbereiche. Wegen der geringen Reliefenergie ist der Anteil an Ackerflächen hoch.

## Schutzzweck
Die Ausweisung erfolgte u. a. zur Sicherung der Vielfalt und Eigenart der Landschaft im Nahbereich der Ortslage sowie in alten landwirtschaftlichen Vorranggebieten insbesondere durch deren Offenhaltung; Erhaltung der Leistungsfähigkeit des Naturhaushalts hinsichtlich seines Artenspektrums und der Nutzungsfähigkeit der Naturgüter.
Der Landschaftsplan führt als speziellen Schutzzweck auf: „...dient neben dem Schutz der freien Ortsrandlagen insbesondere dem Erhalt des für eine landwirtschaftliche Nutzung besonders begünstigten Landschaftsausschnittes.“

## Rechtliche Vorschriften
Wie in den anderen Landschaftsschutzgebieten vom Typ B im Stadtgebiet besteht im LSG ein Verbot, Bauwerke zu errichten. Vom Verbot ausgenommen sind Bauvorhaben für Gartenbaubetriebe, Land- und Forstwirtschaft. Die Untere Naturschutzbehörde kann Ausnahme-Genehmigungen für Bauten aller Art erteilen. Wie in den anderen Landschaftsschutzgebieten vom Typ B in Sundern besteht im LSG ein Verbot der Erstaufforstung und Weihnachtsbaum-, Schmuckreisig- und Baumschul-Kulturen anzulegen.
Wie für alle Landschaftsschutzgebiete vom Typ B im Landschaftsplangebiet wurde das Gebot erlassen das Gebiet durch landwirtschaftlichen Nutzung oder durch geeignete Pflegemaßnahmen von Bewaldung freizuhalten.